# Droga wojewódzka 331
Die Droga wojewódzka 331 (DW 331) ist eine 39 Kilometer lange Droga wojewódzka (Woiwodschaftsstraße) in der polnischen Woiwodschaft Niederschlesien, die Chocianów und Rynarcice verbindet. Die Strecke liegt im Powiat Polkowicki und im Powiat Lubiński.

## Streckenverlauf
Woiwodschaft Niederschlesien, Powiat Polkowicki
-  Chocianów (Kotzenau) (DW 328)
- Parchów (Parchau)
-  Polkowice (Polkwitz) (DK 3)
- Tarnówek (Dornbusch)
- Dąbrowa (Borkau)
- Pieszkowice (Petersdorf)
- Żelazny Most (Eisemost)

Woiwodschaft Niederschlesien, Powiat Lubiński
-  Rynarcice (Groß Rinnersdorf) (DW 323)